# Каркросс (пустыня)
Каркросс (англ. Carcross Desert) — пустыня недалеко от одноимённого города, Юкон, Канада. Часто считается самой маленькой пустыней в мире. Площадь пустыни Каркросс составляет примерно 2,6 км² или 259 га.

## Описание
Каркросс обычно называют пустыней, но на самом деле это ряд северных песчаных дюн. Климат в этом районе слишком влажный, чтобы считаться настоящей пустыней. Песок в Каркроссе образовался в последний ледниковый период, когда формировались большие ледниковые озера и отложился ил. После высыхания озёр остались дюны. На сегодняшний день песок в основном приносится ветром от близлежащего озера Беннетт. На дюнах растёт большое количество разнообразных растений, в том числе необычные виды, такие как байкальская осока (Carex sabulosa) и юконский люпин.
Правительство Юкона предприняло усилия по защите пустыни Каркросс в 1992 году, но потерпело неудачу из-за противодействия местных жителей, которые используют дюны в рекреационных целях.

## Климат

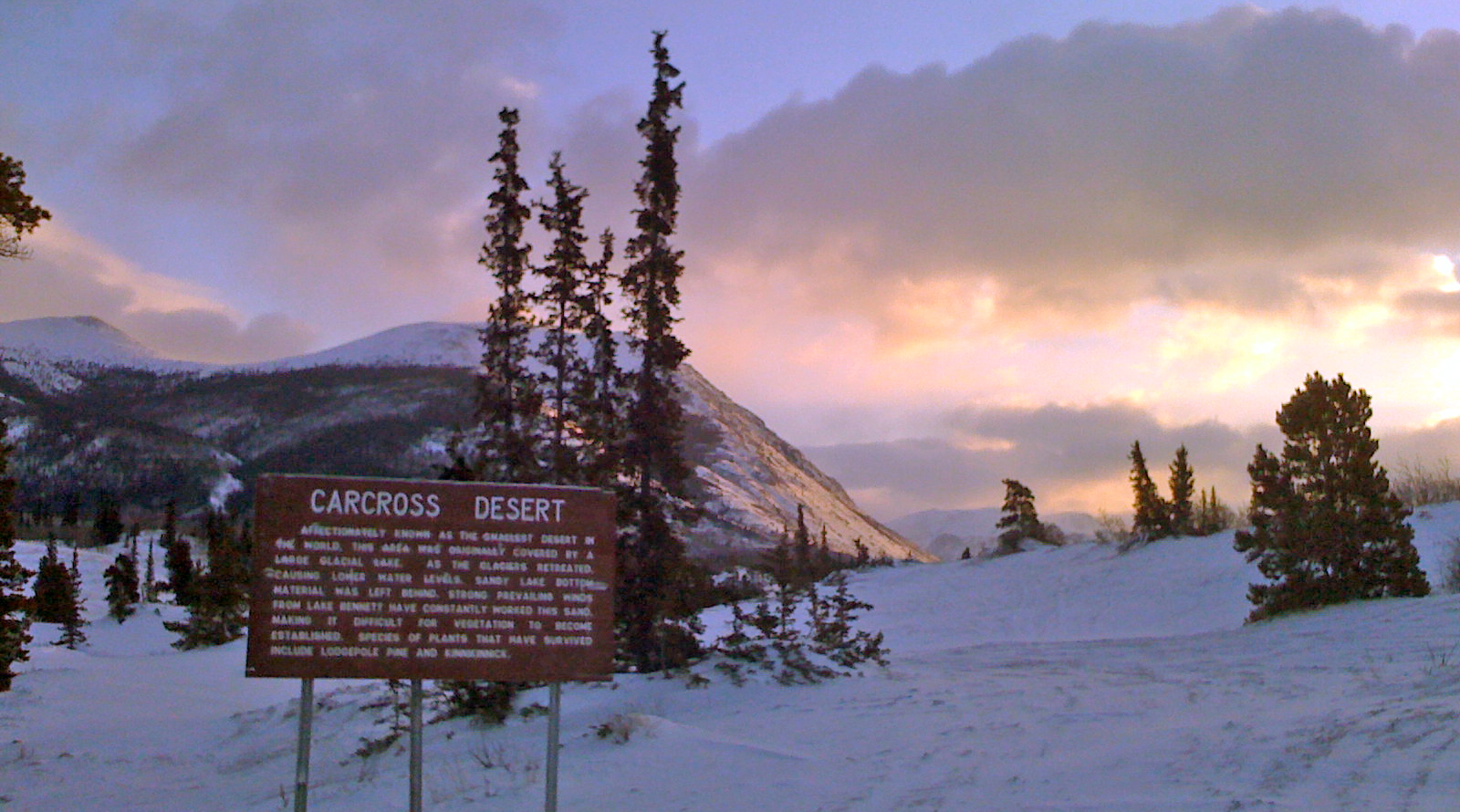
Каркросская пустыня зимой

Пустыня Каркросс значительно суше, чем окружающая область, получает менее 50 см осадков в год. Отчасти это связано с эффектом дождевой тени, вызванным окружающими горами. В результате этого несколько редких видов растений прижились в данных сравнительно засушливых условиях. Carex sabulosa, или байкальская осока, известна только в четырёх других местах в Северной Америке, и в основном в Азии. Также распространен необычный для данной местности юконский люпин. В настоящее время растительность в этом районе останавливает распространение дюн. Однако, какое-либо природное явление, такое как лесной пожар, может легко уничтожить растительность и вернуть дюны в активное состояние.

## Рекреация
Дюны используются местными жителями для катания на песке. Туристические группы также используют этот район для внедорожных живописных туров, которые разрешены на мелкозернистых дюнах. Другие летние виды активного отдыха включают пляжный волейбол, пешие прогулки, прыжки с парашютом и катание на мотовездеходах.
Зимой этот район используется в основном для катания на беговых лыжах и сноуборде. Расположенная неподалеку White Pass and Yukon Railway — популярная туристическая достопримечательность, ежегодно привлекающая в район Каркросса множество туристов. Также в данной местности проводятся соревнования по спортивному ориентированию.